# Brian Schweitzer
Brian David Schweitzer (nascido em 4 de setembro de 1955) é um político dos Estados Unidos. Schweitzer foi o 23º governador de Montana, de janeiro de 2005 a janeiro de 2013. Schweitzer tem atualmente um dos mais altos índices de aprovação entre governadores do país, com uma classificação superior a 60%. Schweitzer preside o Western Governors Association e anteriormente presidiu a Associação de Governadores Democratas. Ele atualmente atua como presidente do Conselho de Governos Estaduais.

## Início de vida
Schweitzer nasceu e, Havre, sendo o quarto de seis filhos de Kathleen (née McKernan) e Adam Schweitzer. Seus avós maternos eram irlandeses e seus avós paternos eram da atual Rússia e Ucrânia. Após seus anos de ensino médio na Escola Abbey e Holy Cross Abbey, em Cañon City, no Colorado, em 1973, Schweitzer ganhou seu título de bacharel agronomia pela Universidade do Estado do Colorado em 1978 e um Mestrado pela Universidade Estadual de Montana, em 1980.
Após terminar a escola, Schweitzer trabalhou como desenvolvedor de irrigação em projetos na África, Ásia, Europa e América do Sul. Ele passou vários anos trabalhando na Líbia e na Arábia Saudita, e fala árabe. Ele voltou para Montana em 1986, onde construiu uma empresa de irrigação.
Bill Clinton nomeou Schweitzer para o Departamento de Agricultura dos Estados Unidos como membro da USDA Montana Farm Service Agency, onde trabalhou por sete anos. Enquanto trabalhava para o USDA, foi nomeado para o Conselho de Desenvolvimento Rural de Montana (1996) e para a Força-Tarefa Nacional da Seca (1999).

## Eleição para o Senado

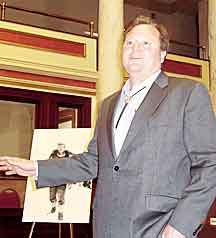
Schweitzer discursando no Natural Resources Conservation Service.

Em 2000, Schweitzer concorreu para o senado contra o republicano Conrad Burns. Burns, enfrentou uma campanha de reeleição surpreendentemente difícil. Em fevereiro de 1999, ele anunciou que iria quebrar a sua promessa de 1988, que apenas ocupará o cargo por dois mandatos, alegando que "as circunstâncias mudaram, e eu tenho repensado a minha posição". Mais tarde no mesmo mês, dando uma palestra sobre o petróleo para o Montana Dealers Association, referiu-se aos árabes como "ragheads" (uma ofensa aos árabes). Burns logo se desculpou, dizendo que ele "ficou muito envolvido emocionalmente" durante o discurso.
Enquanto Burns, tentou vincular Schweitzer com o candidato presidencial Al Gore, a quem Schweitzer não conhecia, Schweitzer declarou-se como um apolítico. Schweitzer era até aquela eleição o principal candidato que poderia vencer Burns.  Burns também enfrentou problemas em relação as mortes por amianto em Libby, Montana. Enquanto ele inicialmente apoiou um projeto de lei para limitar a compensação em tais casos, ele retirou seu apoio ao projeto de lei, sob críticas da opinião pública, e acrescentou 11,5 milhões dólares para a cidade.
Burns gastou o dobro de dinheiro em comparação à Schweitzer na eleição, e o derrotou por uma pequena margem, 51-47%, enquanto na eleição presidencial George W. Bush venceu com 58% a 33% de Al Gore.

## Carreira política
Em 2000 concorreu a Senador por Montana, obtendo 194 030 votos (47,20%), perdendo para o republicano Conrad Burns que obteve 208 082 votos (50,60%).[carece de fontes?]
Em 2004 foi eleito Governador de Montana, com 225 016 votos (50.40%), ganhando ao republicano Bob Brown que obteve 205 313 votos (46,00%).[carece de fontes?]
Em 2008 foi reeleito Governador da Montana com 316 509 votos (65.40%), ganhando ao republicano Roy Brown, que obteve 157 894 votos (32,60%).[carece de fontes?]